# FK Radnički Belgrad
FK Radnički Jugopetrol – serbski klub piłkarski z miasta Belgrad, założony w roku 1920. Obecnie klub występuje w Srpska Liga Beograd. Wcześniej nazywał się FK Radnički, przystawkę Jugopetrol otrzymał dopiero później od nazwy sponsora – serbskiego koncernu naftowego.